# Damarchos z Parrazji

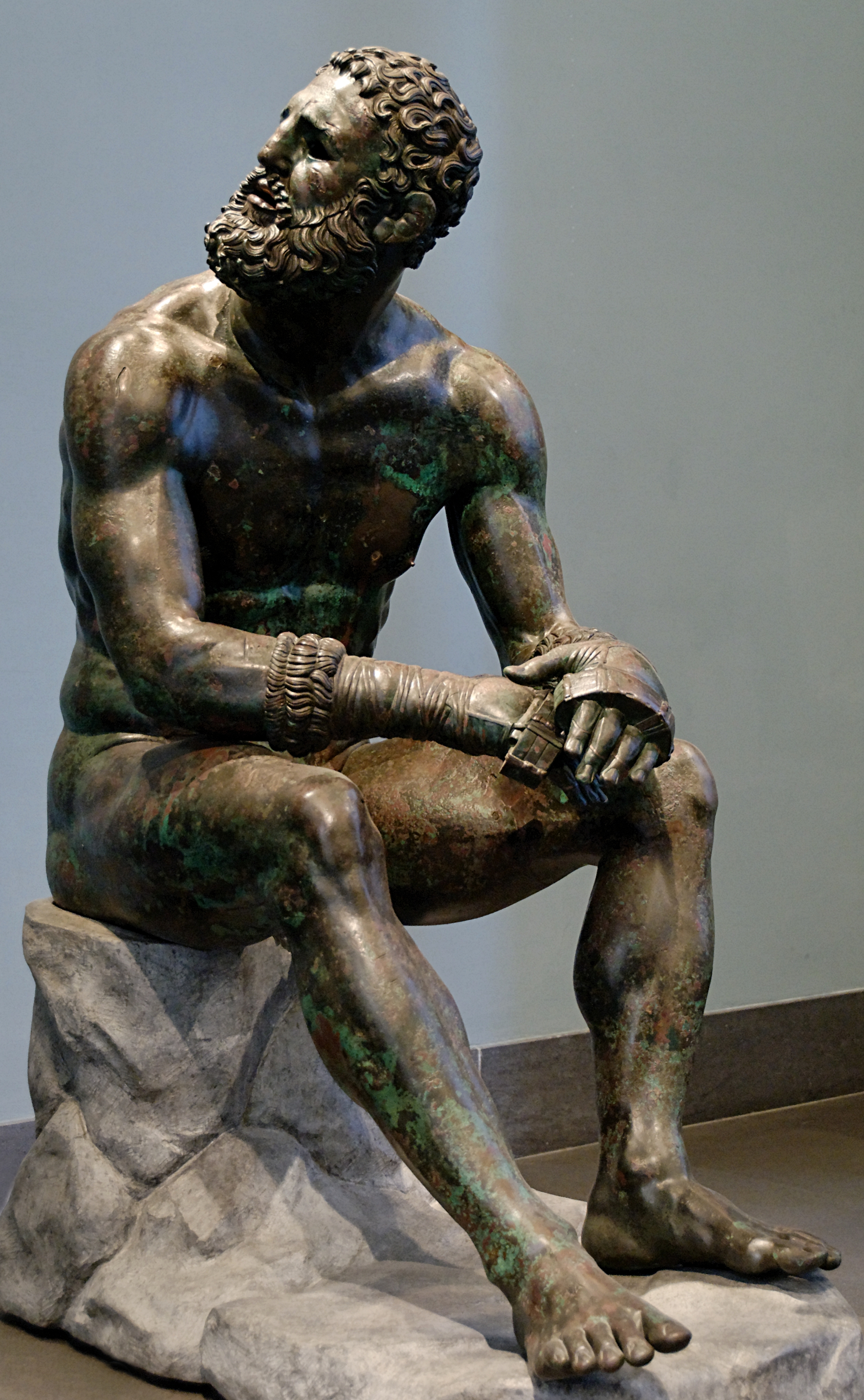
Odpoczywający Bokser, Museo delle Terme, Rzym

Damarchos (gr. Δάμαρχος), także Demenetos – starożytny grecki bokser żyjący w V wieku p.n.e., olimpijczyk.
Syn Dinytasa, pochodził z arkadyjskiej Parrazji. Odniósł zwycięstwo w zawodach bokserskich na igrzyskach olimpijskich w roku 400 p.n.e.
Pauzaniasz przytacza, nie dając jej jednak wiary, popularną historię o przemianie Damarchosa w wilka. Miało to nastąpić, gdy pewnego razu podczas arkadyjskich obrzędów ku czci Zeusa Lykajosa sportowiec spożył mięso złożonego w ofierze chłopca. Według wersji Pauzaniasza po dziesięciu latach odzyskać miał ludzką postać i odnieść zwycięstwo w Olimpii. W Wędrówkach po Helladzie pisze on o wilkołaku: „opowiadają o nim różni szarlatani (...), że uległ przemianie z człowieka z wilka podczas składania ofiar Zeusowi Lykajos oraz że w kolei w dziesiątym roku znów został człowiekiem”. Według relacji Pliniusza Starszego w Historii naturalnej Damarchos nigdy nie powrócił do ludzkiej postaci.